# The Sims Studio
The Sims Studio était un studio américain de jeux vidéo appartenant à Electronic Arts. Son siège social est situé à Redwood City, sur le campus d'Electronic Arts, où d'autres studios d'EA sont situés, comme Visceral Games. En plus du site à Redwood, l'équipe se compose de gens de EA Black Box à EA Canada. un studio secondaire est situé à Salt Lake City. Dès la création, The Sims Studio a pris part à la production et à l'expansion du jeu de la franchise Les Sims de Maxis; avant d'être finalement réintégrés avec le label Maxis en 2012 pour la production du jeu Les Sims 3: University Life, et plus tard Les Sims 4.

## Histoire
Après plusieurs années de succès des titres de la franchise Les Sims, en 2006, Electronic Arts a transféré des responsabilités de développement à son développeur d'origine, Maxis, ainsi qu'à leur nouvelle division The Sims Division, plus tard changé pour The Sims Studio. Rod Humble a été choisi pour diriger cette nouvelle équipe en tant que chef de studio. Maxis a recentré leur travail sur Spore, leur futur projet. Scott Evans est le Directeur Général du studio. Lucy Bradshaw a été le Directeur Général puis Vice-Président d'EA Maxis jusqu'en 2015.
Will Wright et Maxis n'ont pas été impliqués dans le développement des Sims 3, bien que de nombreux développeurs de l'ancien Maxis ont continués d'être impliqués dans sa production. Cette troisième génération de la série principale a été développé par The Sims Studio. En 2012, EA a annoncé une restructuration de l'organisation qui dispose de Maxis comme l'un de leurs quatre principaux labels, remplaçant ainsi l'ancien label d'EA Play. Dans le cadre de cette initiative, The Sims Studio est devenu une partie du label EA Maxis. Ainsi, les marques de Maxis sont de nouveau présentes depuis leur éviction et participe à la production du jeu Les Sims 3: University Life, développé par le studio de Salt Lake City, et SimCity, développé par le studio d'Emeryville.